# Państwowa Rada Gospodarki Materiałowej
Państwowa Rada Gospodarki Materiałowej – centralny organ administracji państwowej istniejący w latach 1972–1976, powołany w sprawach gospodarki surowcami, materiałami oraz rezerwami państwowymi.

## Powołanie Rady
Na podstawie ustawy z 1972 r. o utworzeniu Państwowej Rady Gospodarki Materiałowej ustanowiono nową Radę.

## Zakres działania Rady
Do zakresu działania Rady należały sprawy gospodarki surowcami i materiałami oraz rezerw państwowych, a w szczególności:
- rozmieszczenia i ruchu zapasów oraz sprawy rezerw państwowych,
- obrotu i zaopatrzenia w surowce i materiały,
- efektywności wykorzystania surowców i materiałów,
- gospodarki surowcami wtórnymi żelaza, stali, metali nieżelaznych oraz niemetalicznymi surowcami wtórnymi,
- gospodarki opakowaniami.

Państwowa Rada Gospodarki Materiałowej koordynowała działalność naczelnych i centralnych organów administracji państwowej i centralnych związków spółdzielczych. Nadzór nad działalnością Rady sprawował Prezes Rady Ministrów.

## Władze Rady
Na czele Rady stał Przewodniczący.
Przewodniczącego, zastępców przewodniczącego i członków Rady powoływał i odwoływał Prezes Rady Ministrów. Przewodniczący Rady wydawał na podstawie ustaw i w celu ich wykonania zarządzenia w sprawach należących do zakresu działania Rady.

## Szczegółowy zakres działania Rady
Na podstawie rozporządzenia Rady Ministrów z 1972 r. do zakresu działania Państwowej Rady Gospodarki Materiałowej, należały sprawy:
- efektywnego wykorzystania surowców i materiałów,
- organizacji zaopatrzenia w surowce i materiały oraz obrotu artykułami zaopatrzenia materiałowo-technicznego,
- gospodarki zapasami,
- gospodarki opakowaniami,
- gospodarki magazynowej,
- gospodarki surowcami wtórnymi żelaza, stali, metali nieżelaznych oraz niemetalicznymi surowcami wtórnymi, jak również gospodarki materiałami odpadowymi i niepełnowartościowymi,
- tworzenia rezerw państwowych surowców, paliw, materiałów przemysłowych oraz artykułów konsumpcyjnych i gospodarowania nimi.

## Dziedziny działania Rady
W dziedzinie efektywnego wykorzystania materiałów
- ustalanie zasad opracowywania i prawidłowego stosowania norm i normatywów zużycia materiałów,
- dokonywanie analiz materiałochłonności produkcji oraz opracowywanie projektów kompleksowych programów obniżenia zużycia wybranych, podstawowych surowców i materiałów, a także inicjowanie i opiniowanie resortowych programów obniżania materiałochłonności,
- oddziaływanie w kierunku efektywnego wykorzystania surowców i materiałów oraz ekonomicznie uzasadnionej ich substytucji;

W dziedzinie organizacji zaopatrzenia w surowce i materiały
- ustalanie zasad organizacji i funkcjonowania systemu zaopatrzenia w surowce i materiały i obrotu artykułami zaopatrzenia materiałowo-technicznego,
- opracowywanie projektów przepisów prawnych dotyczących obrotu artykułami zaopatrzenia materiałowo-technicznego,
- ustalanie metod analizy potrzeb i kształtowania popytu na artykuły zaopatrzenia materiałowo-technicznego,
- ustalanie w porozumieniu z zainteresowanymi ministerstwami i urzędami centralnymi sieci specjalistycznych i wielobranżowych placówek handlu hurtowego i detalicznego artykułami zaopatrzenia materiałowo-technicznego oraz kierunków rozwoju tej sieci,
- ustalanie zasad organizacji i techniki oraz podstaw ekonomicznych funkcjonowania hurtowego i detalicznego handlu artykułami zaopatrzenia materiałowo-technicznego, przy wykorzystaniu w tym zakresie elektronicznej techniki obliczeniowej;

W dziedzinie gospodarki zapasami
- ustalanie zasad opracowywania i prawidłowego stosowania norm zapasów,
- opracowywanie analiz struktury i przyrostu zapasów w gospodarce narodowej oraz wniosków zmierzających do usprawnienia gospodarki zapasami,
- przygotowywanie programów w zakresie ograniczania przyrostu, poprawy struktury i rozmieszczenia zapasów,
- opracowywanie metod ekonomicznego oddziaływania na kształtowanie się wielkości, struktury i rozmieszczenia zapasów,
- ustalenie zasad i prowadzenie bieżącej analizy i kontroli zagospodarowywania zbędnych i nadmiernych zapasów,
- koordynowanie prac nad ustalaniem norm ubytków naturalnych;

W dziedzinie gospodarki magazynowej
- ustalanie zasad i wytycznych projektowania, rozmieszczania i budowy magazynów oraz mechanizacji prac magazynowych w powiązaniu z transportem wewnętrznym i zewnętrznym, opartym na jednostkach ładunkowych,
- ustalanie zasad ewidencji, wykorzystania i kontroli eksploatacji magazynów,
- koordynowanie rocznych i wieloletnich planów inwestycyjnych w zakresie budowy i rekonstrukcji magazynów w jednostkach obrotu środkami produkcji oraz kontrola realizacji tych planów,
- tworzenie, rozbudowywanie i prowadzenie podporządkowanej Radzie sieci magazynów usługowych i placówek wielobranżowego handlu środkami produkcji,
- opiniowanie planów produkcji oraz importu urządzeń i sprzętu magazynowego, w tym środków transportu wewnętrznego;

W dziedzinie gospodarki opakowaniami
- opracowywanie kompleksowych programów rozwoju produkcji i stosowania opakowań, inicjowanie wprowadzania nowoczesnych technologii produkcji opakowań i techniki pakowania oraz usprawniania organizacji przemysłu opakowaniowego, prowadzenie działalności produkcyjno-doświadczalnej,
- opracowywanie kierunków rozwoju poszczególnych branż przemysłu opakowaniowego i związanych z tym inwestycji,
- ustalanie wytycznych stosowania określonych typów opakowań, tworzyw opakowaniowych i metod pakowania oraz wytycznych w zakresie gospodarki opakowaniami, zwłaszcza ich skupu, rotacji i renowacji oraz usprawniania obrotu opakowaniami,
- opiniowanie projektów planów inwestycji, planów produkcji i importu materiałów opakowaniowych, opakowań oraz maszyn i urządzeń do produkcji opakowań i pakowania,
- opiniowanie bilansów opakowań i materiałów opakowaniowych oraz opracowywanie bilansów kompleksowych z uwzględnieniem substytucji,
- określanie kryteriów jakościowych materiałów opakowaniowych i opakowań oraz opracowywanie i opiniowanie programów normalizacji opakowań;

W dziedzinie gospodarki surowcami wtórnymi
- ustalanie zbiorczych rocznych i wieloletnich planów pozyskiwania i zagospodarowania surowców wtórnych, materiałów odpadowych i niepełnowartościowych oraz kontrola realizacji tych planów,
- ustalanie zasad obrotu i organizacji oraz warunków ekonomicznych i finansowych zagospodarowywania surowców wtórnych, materiałów odpadowych i niepełnowartościowych,
- inicjowanie i nadzór nad przetwórstwem surowców wtórnych, materiałów odpadowych i niepełnowartościowych;

W dziedzinie gospodarki rezerwami państwowymi
- opracowywanie zasad organizacyjnych tworzenia rezerw państwowych i gospodarowania nimi oraz prowadzenie analiz i kontroli przestrzegania tych zasad,
- opracowywanie, w porozumieniu z zainteresowanymi ministrami, projektów planów rezerw państwowych surowców, paliw, materiałów przemysłowych oraz artykułów konsumpcyjnych,
- realizowanie polityki lokalizacji rezerw,
- ustalanie zasad przechowywania rezerw, ustalanie norm ubytków związanych z przechowywaniem tych rezerw oraz zasad spisywania niezawinionych niedoborów i szkód.

## Zniesienie Rady
Na podstawie ustawy z 1976 r. o utworzeniu urzędu Ministra Gospodarki Materiałowej zniesiono Państwową Radę Gospodarki Materiałowej.